# Anjō
Anjō (安城市; -shi) és una ciutat localitzada a la prefectura d'Aichi, Japó.
El 2003, tenia una població estimada de 164.043 habitants i la densitat era de 1.907,25 persones per km². L'àrea total és de 86,01 km².
Va ser fundada el 5 de maig del 1952.